# ERIKO to.
ERIKO to.(えりこと)は2016年に結成されたボーカリスト松下映里子(Eriko)を中心とした北海道十勝在住のバンド。
元々Erikoが学生時代から作りためていたオリジナル音源は、その世界観や楽曲の展開の独自性がステージを共にしていた様々なメジャーミュージシャンから高い評価を得ていたが、音源化されることはなく、ライブ内でのみ聴くことができた。
そのライブの模様が2013年より新得町屈足にて開催されているGANKE FESスタッフの目に留まり、音源発表のないまま2016年のGANKE FESに出演。
また、同９月には、当時初開催であった大樹町宇宙の森フェスにも出演をし多くのアーティストからそのステージを絶賛された。
当時はボーカルのErikoソロプロジェクトとして、バックをステージ毎にメンバーが入れ替わる形をとっていたが、2017年6月に1st アルバム「Eriko to.」を自主レーベル MOF RECORDSよりリリースを機に、メンバーが現在のメンバーにほぼ固定されている。
また2017年もGANKE FES2017メインステージ、宇宙の森フェス2017メインステージにそれぞれ出演を果たしている。
1stアルバムからは「touch」が同年、航空会社AIR DO機内曲として10月、11月に採択された。
2018年5月に再度GANKE FES2018への出演が発表されている。